# Neocarolus thomasi
Neocarolus thomasi là một loài bọ cánh cứng trong họ Cerambycidae.